# Falko Bozicevic
Falko Bozicevic (* 1969 in Niedersachsen) ist ein deutscher Redakteur. Er ist Chefredakteur des GoingPublic Magazins sowie des BondGuide. Seine fachlichen Schwerpunkte liegen in den Bereichen Börse/IPO und Anleihen.

## Leben
Bozicevic wuchs in Herzberg am Harz auf und machte dort am Ernst-Moritz-Arndt-Gymnasium 1988 das Abitur. Er absolvierte ein Studium der Mathematik und Wirtschaftsmathematik, bevor er im Jahr 2000 zum Münchner Fachverlag GoingPublic Media AG wechselte. Dort baute er u. a. den Onlineauftritt des GoingPublic Magazins auf und war drei Jahre lang stellvertretender Chefredakteur des Anlegermagazins Smart Investor.
Er ist seit Oktober 2006 Chefredakteur des GoingPublic Magazins, einem auf Börse und Kapitalmarkt spezialisierten Fachmagazin. Sein direkter Vorgänger war Christian Schiffmacher. Darüber hinaus fungiert Bozicevic seit 2011 als Chefredakteur des BondGuide.
Anfang 2016 übernahm er im Rahmen eines Management-Buy-outs den BondGuide.
Neben seiner redaktionellen Tätigkeit ist Bozicevic als Experte bzw. Gastautor für verschiedene Medien wie die Tagesschau (z. B. zum Börsengang von Facebook), n-tv/N24 oder eigentümlich frei tätig. Dazu hat er 2006 ein Buch über Real-Estate-Investment-Trusts veröffentlicht.
Bozicevic lebt in Herzberg und ist nebenbei Ultramarathonläufer.